# Tachina grossa
Espèce
Tachina grossa, l'échinomyie grosse ou tachinaire corpulente est une espèce d'insectes diptères brachycères de la famille des Tachinidae. C'est la plus grosse mouche d'Europe. Sa larve parasite des chenilles de papillons.

## Description
Tachina grossa est une grosse mouche, mesurant de 15 à 18 mm de long, d'un noir anthracite, non poudré. L'abdomen gonflé, recourbé, entièrement noir, est couvert de soies robustes et raides. La tête est jaune, avec une pilosité occipitale jaune. Le front forme un angle net à la base des antennes.
Les palpes sont minces, filiformes.
Active de fin juin à début septembre, elle fréquente les fleurs pour leur nectar. Elle a le vol d'un bourdon.

## Distribution et habitat
Tachina grossa est une mouche du paléartique, largement répandue, mais présente seulement certaines années.
Elle fréquente les landes, les forêts claires et les jardins.

## Biologie
Sa larve parasite les chenilles du Bombyx du chêne et d'autres lasiocampidés.
|                                |                             |
| Tachina grossa pompant du miel | Tachina grossa en gros plan |